# Daniel Timofte
Daniel Timofte (n. Hunedoara, Rumanía, 1 de octubre de 1967) es un exfutbolista internacional y entrenador rumano, que jugaba de mediocampista que jugó en su selección nacional y militó en diversos clubes de Rumania, Alemania y Turquía.

## Selección nacional
Timofte jugó 22 partidos internacionales para la selección nacional rumana y anotó 2 goles. Participó en la Copa Mundial de Fútbol de Italia 1990, donde la selección rumana llegó a octavos de final, cayendo ante Irlanda mediante lanzamientos penales. Timofte fue el quinto ejecutante en la tanda, pero su disparo fue atajado por el portero irlandés Pat Bonner.

## Participaciones en Copas del Mundo
| Mundial                        | Sede   | Resultado        | Partidos | Goles |
| ------------------------------ | ------ | ---------------- | -------- | ----- |
| Copa Mundial de Fútbol de 1990 | Italia | Octavos de final | 3        | 0     |

## Clubes
| Club            | País     | Año         |
| --------------- | -------- | ----------- |
| Jiul Petrosani  | Rumania  | 1986 - 1989 |
| Dinamo Bucarest | Rumania  | 1989 - 1991 |
| Bayer Uerdingen | Alemania | 1991 - 1992 |
| Dinamo Bucarest | Rumania  | 1992 - 1993 |
| Samsunspor      | Turquía  | 1993 - 1999 |
| Dinamo Bucarest | Rumania  | 1999 - 2000 |